# 셀룰로이드

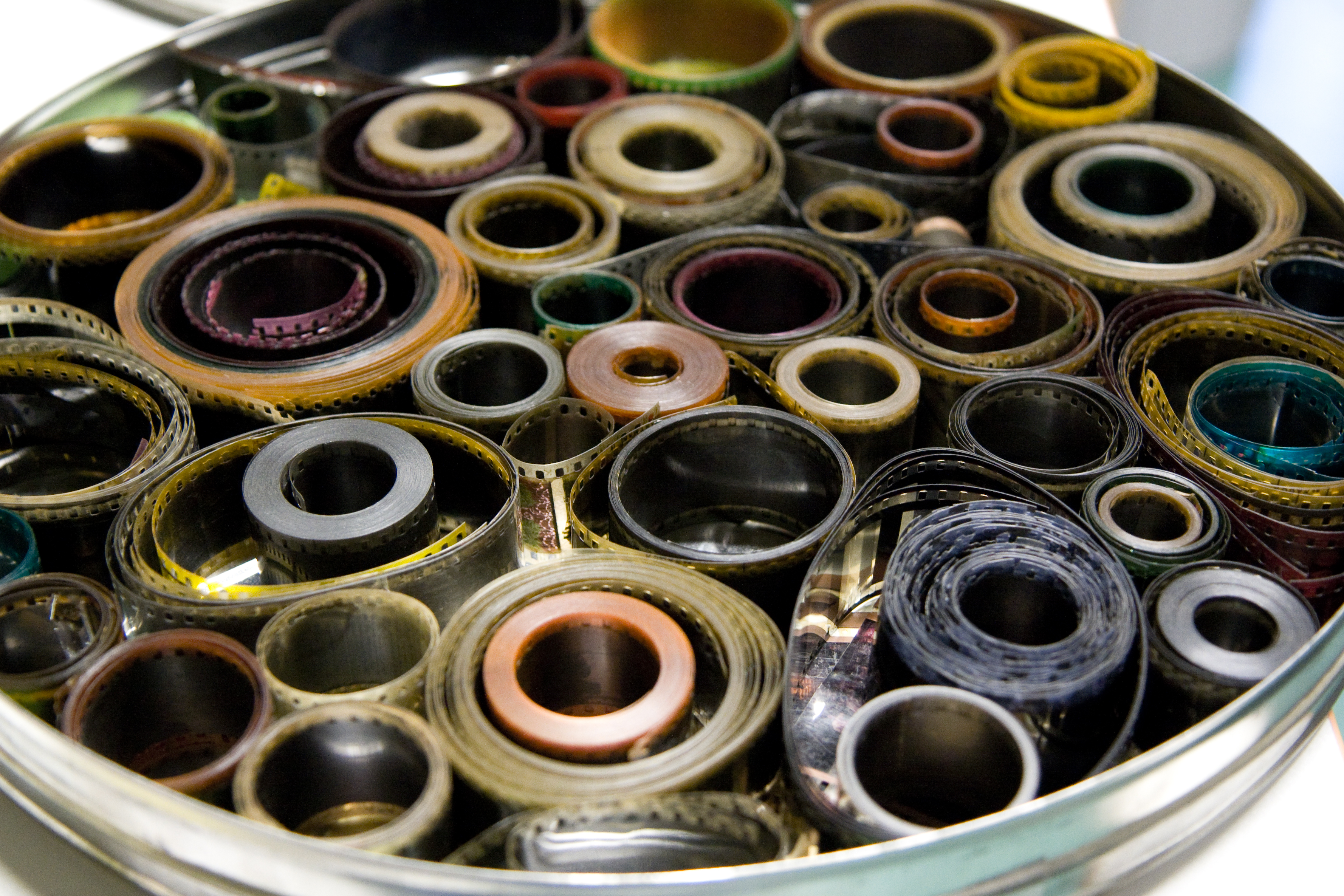
오래된 셀룰로이드 필름 롤

셀룰로이드(영어: celluloid)는 질산 섬유소에 장뇌를 섞어 압착하여 만든 반투명한 플라스틱이다. 19세기 후반부터 20세기 초반까지 장난감·영화 필름·문구·장신구 등에 쓰였다. 1869년 존 하이어트와 이사야 하이야트가 화약과 장뇌를 섞어 개발하였다. 하지만 화약을 구성하는 성분인 나이트로셀룰로스가 포함되어 있기에 작은 충격에도 대화재가 매우 빈번하게 발생한다.

## 생산
셀룰로이드는 니트로 셀룰로스, 장뇌, 알코올뿐만 아니라, 원하는 생성물에 따라 착색제 및 충전제 화학의 혼합물로부터 만들어진다. 첫 번째 단계는 니트로 화 반응을 수행하여 니트로 셀룰로오스를 원료로 변환된다. 이는 질산 수용액에 셀룰로오스 섬유를 노출시킴으로써 달성된다; 수산기가 (-OH)를 셀룰로스 사슬에 질산 기 (-NO2)로 대체 될 것이다. 반응은 질소, 또는 각각의 셀룰로오스 분자 퍼센트 질소 함량의 치환 정도에 따라, 혼합 된 제품을 생산할 수 있다; 셀룰로오스 질산 셀룰로오스의 분자 당 질소의 2.8 분자를 가지고있다. 이 황산 제, 부착을 균일하게는 초 셀룰로오스 상 교체를 허용할 수 있도록 쉽게 행 그룹 수, 질산기를 촉진하고 위해서 반응뿐만 아니라 사용되는 것을 결정하였다 섬유, 더 좋은 품질을 만들어 니트로. 이 제품은 다음 섬유, 건조하고, 반죽과 반응하지 아니하는 유리 산을 씻어 세척해야 한다. 이 시간 동안, 알코올 50 % 장뇌의 용액을 니트로 셀룰로오스와 장뇌의 균질 겔에 니트로 셀룰로오스의 고분자 구조를 변경하는 부가된다. 화학 구조는 잘 이해되지 않지만, 그것이 글루코스 단위당 장뇌 한 분자 인 것으로 판정된다. 혼합 한 후, 질량은 특정 용도를 위해 제작한 후 고압 블록으로 가압된다.

## 같이 보기
- 플라스틱